# Hedmark
Hedmark war eine Provinz (Fylke) in Norwegen. Sie hatte eine Gesamtfläche von 27.398 km² (Landfläche 26.086 km²) und grenzte an die Provinzen Akershus, Oppland und Trøndelag sowie im Osten an das Nachbarland Schweden.
Vor der Reform von 1919 hieß die Provinz Hedemarkens amt und war in die Vogteien Hedemarken, Nordre Østerdalen, Søndre Østerdalen, Solør und Vinger og Odalen eingeteilt.
Zum 1. Januar 2020 schloss sich Hedmark mit Oppland zum neuen Fylke Innlandet zusammen. Grundlage für das Zusammengehen war ein Beschluss des Storting vom 8. Juni 2017, der im Zuge einer Regionalreform eine Reduzierung auf elf Fylke vorsah.
Hedmark gehörte zum norwegischen Østlandet und war eher landwirtschaftlich geprägt. Neben der Landwirtschaft war die Forstwirtschaft ein bedeutender Wirtschaftsfaktor. Der größte See Norwegens, der Mjøsa-See, grenzte an die Provinz. Südlich lag der Eidawald.

## Verwaltungsgliederung

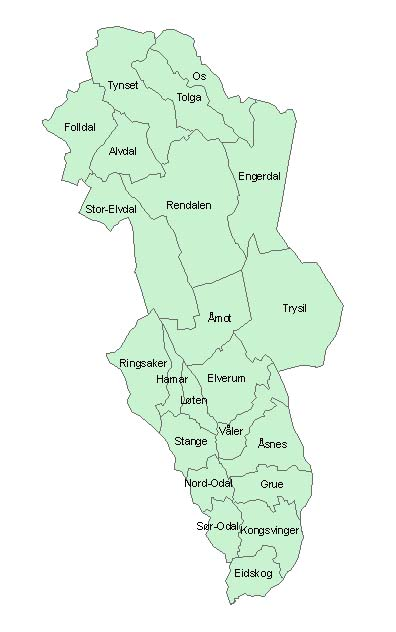
Verwaltungsgliederung von Hedmark

Hedmark war in vier Regionen und 22 Gemeinden gegliedert.

### Kommunen
| Kommunen- nummer | Name        | Verwaltungssitz | Einwohner (1. Januar 2019) | Fläche km² | Region        |
| ---------------- | ----------- | --------------- | -------------------------- | ---------- | ------------- |
| 0402             | Kongsvinger | Kongsvinger     | 17.823                     | 1.036,45   | Glåmdalen     |
| 0403             | Hamar       | Hamar           | 31.144                     | 350,94     | Hedmarken     |
| 0412             | Ringsaker   | Brumunddal      | 34.488                     | 1.280,09   | Hedmarken     |
| 0415             | Løten       | Løten           | 7.663                      | 369,44     | Hedmarken     |
| 0417             | Stange      | Stange          | 20.916                     | 724,28     | Hedmarken     |
| 0418             | Nord-Odal   | Sand            | 5.024                      | 508,14     | Glåmdalen     |
| 0419             | Sør-Odal    | Skarnes         | 7.879                      | 516,75     | Glåmdalen     |
| 0420             | Eidskog     | Skotterud       | 6.114                      | 640,39     | Glåmdalen     |
| 0423             | Grue        | Kirkenær        | 4.646                      | 837,17     | Glåmdalen     |
| 0425             | Åsnes       | Flisa           | 7.214                      | 1.040,94   | Glåmdalen     |
| 0426             | Våler       | Våler           | 3.705                      | 705,27     | Glåmdalen     |
| 0427             | Elverum     | Elverum         | 21.191                     | 1.229,28   | Sør-Østerdal  |
| 0428             | Trysil      | Innbygda        | 6.607                      | 3.014,36   | Sør-Østerdal  |
| 0429             | Åmot        | Rena            | 4.407                      | 1.339,92   | Sør-Østerdal  |
| 0430             | Stor-Elvdal | Koppang         | 2.459                      | 2.165,79   | Sør-Østerdal  |
| 0432             | Rendalen    | Bergset         | 1.791                      | 3.179,52   | Nord-Østerdal |
| 0434             | Engerdal    | Engerdal        | 1.286                      | 2.196,54   | Nord-Østerdal |
| 0436             | Tolga       | Tolga           | 1.551                      | 1.122,59   | Nord-Østerdal |
| 0437             | Tynset      | Tynset          | 5.591                      | 1.880,51   | Nord-Østerdal |
| 0438             | Alvdal      | Alvdal          | 2.418                      | 942,15     | Nord-Østerdal |
| 0439             | Folldal     | Folldal         | 1.577                      | 1.276,87   | Nord-Østerdal |
| 0441             | Os          | Os              | 1.912                      | 1.040,41   | Nord-Østerdal |
| 04               | Hedmark     | Hamar           | 197.406                    | 27.397,80  | Østlandet     |

## Nachweise
1. ↑  Nye fylker auf www.regjeringen.no, abgerufen am 2. Januar 2020

Koordinaten: 61° 28′ 48″ N, 11° 24′ 36″ O